# Grodzieński Okręg Etapowy
Grodzieński Okręg Etapowy – okręg etapowy Wojska Polskiego.

## Formowanie i zmiany organizacyjne
Grodzieński Okręg Etapowy powołano w grudniu 1919.
15 października 1920 zreorganizowano podział obszaru wojennego na dowództwa okręgów etapowych. DOE w Grodnie podlegało 3 Armii i obejmowało powiaty: białostocki, sokólski, grodzieński, augustowski, sejneński, suwalski i południową część powiatu lidzkiego.
Celem zapewnienia bezpieczeństwa wewnętrznego, dowódcy DOE został podporządkowany 3 dywizjon żandarmerii polowej etapowej.
W związku z rozformowaniem 3 Armii, w grudniu 1920 wszystkie jednostki etapowe przeszły w podporządkowanie Inspekcji DOE 2 Armii w Wołkowysku. W Grodnie czasowo utworzono II Brygadę Etapową i Ekspozyturę Inspekcji Etapowej DOE.

## Struktura organizacyjna
Organizacja i rozmieszczenie w grudniu 1919:
- Dowództwo OE – Grodno
- powiat etapowy „Baranowicze”
- powiat etapowy „Brześć”
- powiat etapowy „Grodno”
- powiat etapowy „Kobryń”
- powiat etapowy „Lida”
- powiat etapowy „Nowogródek”
- powiat etapowy „Prużany”
- powiat etapowy „Słonim”
- powiat etapowy „Wołkowysk”

Planowano też włączenie do OE „Grodno” powiatów:wileńskiego i trockiego.

## Obsada personalna
Dowódcy okręgu
- płk Kazimierz Majewski (1920)[3]

Dowódcy powiatów etapowych
- płk piech. Jakub Bohusz-Szyszko – dowódca Powiatu Etapowego Prużany (do 28 VII 1920)